# Jacob Anker Bie
Jacob Anker Bie (født 1. juni 1861 i Hobro, død 15. juli 1936) var en dansk brygger og borgmester, bror til Viggo og Valdemar Bie.
Han var søn af brygger og justitsråd Hans Jacob Bie og Petrea f. Trane, blev exam.polyt. 1878 og cand.polyt. 1883 og fik sin videre uddannelse på Albani i Odense og på bryggerier i Tyskland og Østrig. 1884 blev han brygmester på faderens bryggeri, H.I. Bies Bryggeri, og 1904 overtog han ledelsen af det efter faderens død og drev det til sin død 1936. Han var sammen med broderen Viggo ejer af virksomheden.
Han var medlem af bestyrelsen for Bryggeriforeningen fra 1913, medlem af Hobro Byråd fra samme år og borgmester i Hobro 1924-25, formand for Dansk Ferskvandsfiskeriforening 1906-1927, for Hobro Skovpavillon og for Hobro Borgerforening fra 1910, medlem af tilsynsrådet for Sparekassen for Hobro og Omegn samt Ridder af Dannebrog.